# رود دیویس
رود دیویس (انگلیسی: Rod Davis؛ زادهٔ ۲۷ اوت ۱۹۵۵) قایقران قایق بادبانی اهل نیوزیلند-ایالات متحده آمریکا بود.